# Telaranea disparata
Telaranea disparata là một loài Rêu trong họ Lepidoziaceae. Loài này được J.J. Engel & G.L. Merr. mô tả khoa học đầu tiên năm 2004.